# Hayranidil Kadınefendi
Hayranidil Kadın (2. listopadu 1846 – 26. listopadu 1898) byla konkubína osmanského sultána Abdulazize. 

## Život
Narodila se v listopadu 1846 v Karsu. V září 1866 byla provdána za sultána Abdulazize. Sňatek se konal v paláci Dolmabahçe. Byla matkou princezny Nazime Sultan a sultána Abdulmecida II., posledního khálífy muslimského světa. Zemřela v paláci v Örtakoy v Istanbulu. 